# Synagoga w Chodczu
Synagoga w Chodczu – nieistniejąca synagoga w mieście Chodecz, w województwie kujawsko-pomorskim. Mieściła się przy ulicy Warszawskiej.
Wybudowano ją około 1810 roku z drewna na rzucie prostokąta o wymiarach 25 na 18,5 metra na posesji o powierzchni 0,75 morgi. Początkowa była kryta dachówką, w dwudziestoleciu międzywojennym dachówki wymieniono na blachę. W 1939 bóżnica została zniszczona przez hitlerowców.